# Мирер, Сергей Александрович
Сергей Александрович Мирер (род. 20 декабря 1948 года) — российский учёный в области механики космического полёта, лауреат Государственной премии РФ (1996).

## Биография
Окончил факультет управления и прикладной математики МФТИ по специальности динамика полёта и управление (1972) и заочную аспирантуру Института прикладной математики АН СССР (1976).
С 1974 г. работает в ИПМ в отделе механики и управления движением (сектор ориентации и управления движением), с 1993 г. ведущий научный сотрудник.
В 1977 г. защитил кандидатскую диссертацию на тему «Гравитационно-гироскопические системы ориентации спутников» (научный руководитель — профессор В. А. Сарычев), в 1993 — докторскую диссертацию по специальности теоретическая механика.
C 1976 г. по совместительству преподаёт в МФТИ на кафедре прикладной математики. С 1994 — профессор, заместитель заведующего кафедрой.
Область научных интересов: механика космического полёта, системы ориентации спутников, движение авторотирующих тел в атмосфере, динамика твёрдого тела на струнном подвесе.

## Награды и премии
- Государственная премия Российской Федерации (1996) в области науки и технологий за цикл работ «Динамика твёрдого тела на струне и смежные задачи» (совместно).
- орден «Знак Почёта» (1990).

## Из библиографии
Сочинения:
- Механика космического полёта. Орбитальное движение : учебное пособие / С. А. Мирер — Москва : Резолит, 2007. — 267 с. : ил., табл.; 20 см. — (Естественные науки. Математика. Информатика).; ISBN 5-86567-090-5
- Соавтор более 20 препринтов ИПМ, в т.ч.
  - Равновесия и устойчивость спутника-гиростата с вектором гиростатического момента в главной плоскости инерции спутника / А. А. Дегтярёв, С. А. Мирер, В. А. Сарычев. //Препринты ИПМ им. М. В. Келдыша, 2005, 106, 31 стр.